# قالمیقستان

جمهوری قالموقستان در نقشهٔ روسیه.

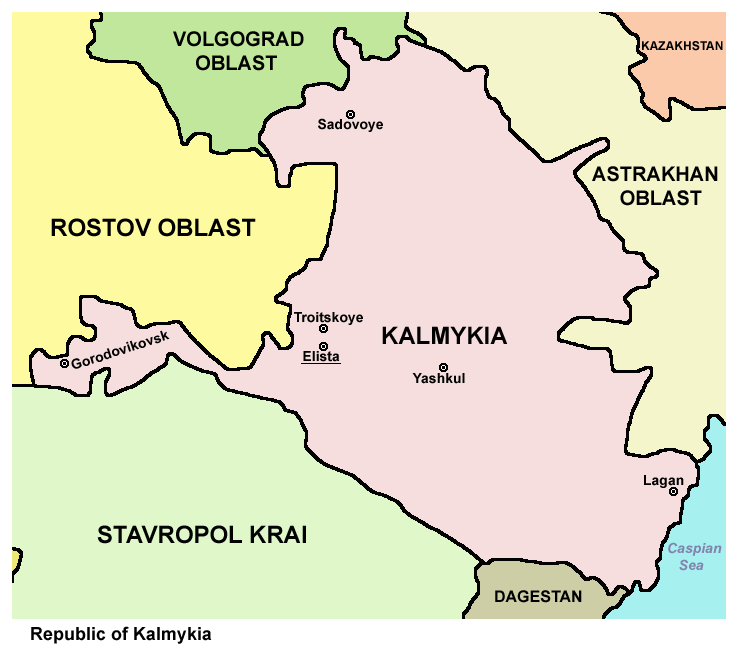

قالمیقستان یا كالميكيا (Хальмг Таңһч)(به روسی: Респу́блика Калмы́кия) یکی از جمهوری‌های روسیه است.
پایتخت آن شهر الیستا و جمعیت آن ۲۸۹٬۴۸۱ نفر است. (سال ۲۰۱۰). دین ۳۷٫۶ درصد از مردم این ناحیه بودایی است.
این جمهوری در زبان اویغوری قالماقیستان نامیده می‌شود. قالمیقستان تنها منطقه در اروپاست که بوداگرایی مذهب اکثریت مردم آن است. قالمیق‌ها که اکثریت مردم این جمهوری را تشکیل می‌دهند از تبار مغول‌های اویرات هستند که در سال ۱۶۰۷ از تو جونغارستان به این مکان مهاجرت کردند و خانات قالمیق را بنا نهادند. خانات قالمیق بعدها با پیشروی امپراتوری روسیه به سمت قفقاز ضمیمه این امپراتوری شد. الیستا پایتخت مرکز این جمهوری اخیراً به خاطر برگزاری مسابقات بین‌المللی شطرنج در آن معروفیت یافته‌است. منطقه امروزی قالمیقستان در دوران باستان بخشی از زادبوم اصلی اقوام هندواروپایی را تشکیل می‌داد. صدها تپه باستانی در این منطقه از دوران هندواروپایی‌ها گواه بر این امر است.

## مذهب
در منطقه قالمیقستان نخست کیش پاگان، سپس شمن‌باوری و بعد از آن با حضور خزرها یهودیت رواج داشت. الان‌ها اسلام را به این منطقه آوردند و به ورود اردوی مغول تنگری‌باوری رواج یافت. نوقایی‌ها که بعداً به منطقه آمدند مسلمان بودند و پس از آن‌ها اویرات‌ها/قالمیق‌ها که به دین بودا باور دارند در این منطقه مسکن گزیدند.
با ضمیمه شدن قالمیقستان به امپراتوری روسیه مهاجران اسلاو دین مسیحیت را نیز با خود به منطقه آوردند. پس از انقلاب روسیه کمونیسم بر این ناحیه چیرگی یافت. شمن‌باوری همواره به‌طور خفته در باورهای مردم این منطقه حضور داشته که این حضور تا امروز نیز ادامه داشته‌است.